# Dysstroma hulstata
Dysstroma hulstata là một loài bướm đêm trong họ Geometridae.